# Leevan Sands
Leevan Sands (Nassau, 16 agosto 1981) è un triplista bahamense.
È stato sospeso dal marzo al settembre 2006 per esser risultato positivo ad un controllo anti-doping.

## Palmarès
| Anno | Manifestazione          | Sede           | Evento         | Risultato | Prestazione | Note                                     |
| ---- | ----------------------- | -------------- | -------------- | --------- | ----------- | ---------------------------------------- |
| 2002 | Giochi del Commonwealth | Manchester     | Salto triplo   | Bronzo    | 17,26 m     |                                          |
| 2003 | Campionati CAC          | Saint George's | Salto triplo   | Oro       | 17,16 m     |                                          |
| 2003 | Mondiali                | Parigi         | Salto triplo   | Bronzo    | 17,26 m     |                                          |
| 2005 | Campionati CAC          | Nassau         | Salto in lungo | Oro       | 8,13 m      | =                                        |
| 2005 | Campionati CAC          | Nassau         | Salto triplo   | Bronzo    | 17,14 m     |                                          |
| 2007 | Mondiali                | Osaka          | Salto triplo   | 21º (q)   | 16,53 m     |                                          |
| 2008 | Mondiali indoor         | Valencia       | Salto triplo   | 12º       | 16,31 m     |                                          |
| 2008 | Campionati CAC          | Cali           | Salto triplo   | Oro       | 17,29 m     | Record dei campionati                    |
| 2008 | Giochi olimpici         | Pechino        | Salto triplo   | Bronzo    | 17,59 m     | Record nazionale                         |
| 2009 | Mondiali                | Berlino        | Salto triplo   | 4º        | 17,32 m     | Miglior prestazione personale stagionale |
| 2010 | Giochi CAC              | Mayagüez       | Salto triplo   | Oro       | 17,21 m     |                                          |
| 2011 | Mondiali                | Taegu          | Salto triplo   | 7º        | 17,21 m     |                                          |
| 2012 | Giochi olimpici         | Londra         | Salto triplo   | 5º        | 17,19 m     |                                          |
| 2014 | Giochi del Commonwealth | Glasgow        | Salto in lungo | 15º (q)   | 7,48 m      |                                          |
| 2015 | Giochi panamericani     | Toronto        | Salto triplo   | Argento   | 16,99 m     | Miglior prestazione personale stagionale |
| 2015 | Campionati NACAC        | San José       | Salto triplo   | Bronzo    | 16,53 m     |                                          |
| 2015 | Mondiali                | Pechino        | Salto triplo   | 10º       | 16,68 m     |                                          |
| 2016 | Giochi olimpici         | Rio de Janeiro | Salto triplo   | 18º (q)   | 16,53 m     |                                          |